# Melanoselinum decipiens
Melanoselinum decipiens — вид трав'янистих рослин з родини окружкові (Apiaceae), ендемік Мадейри й Азорських островів.

## Опис

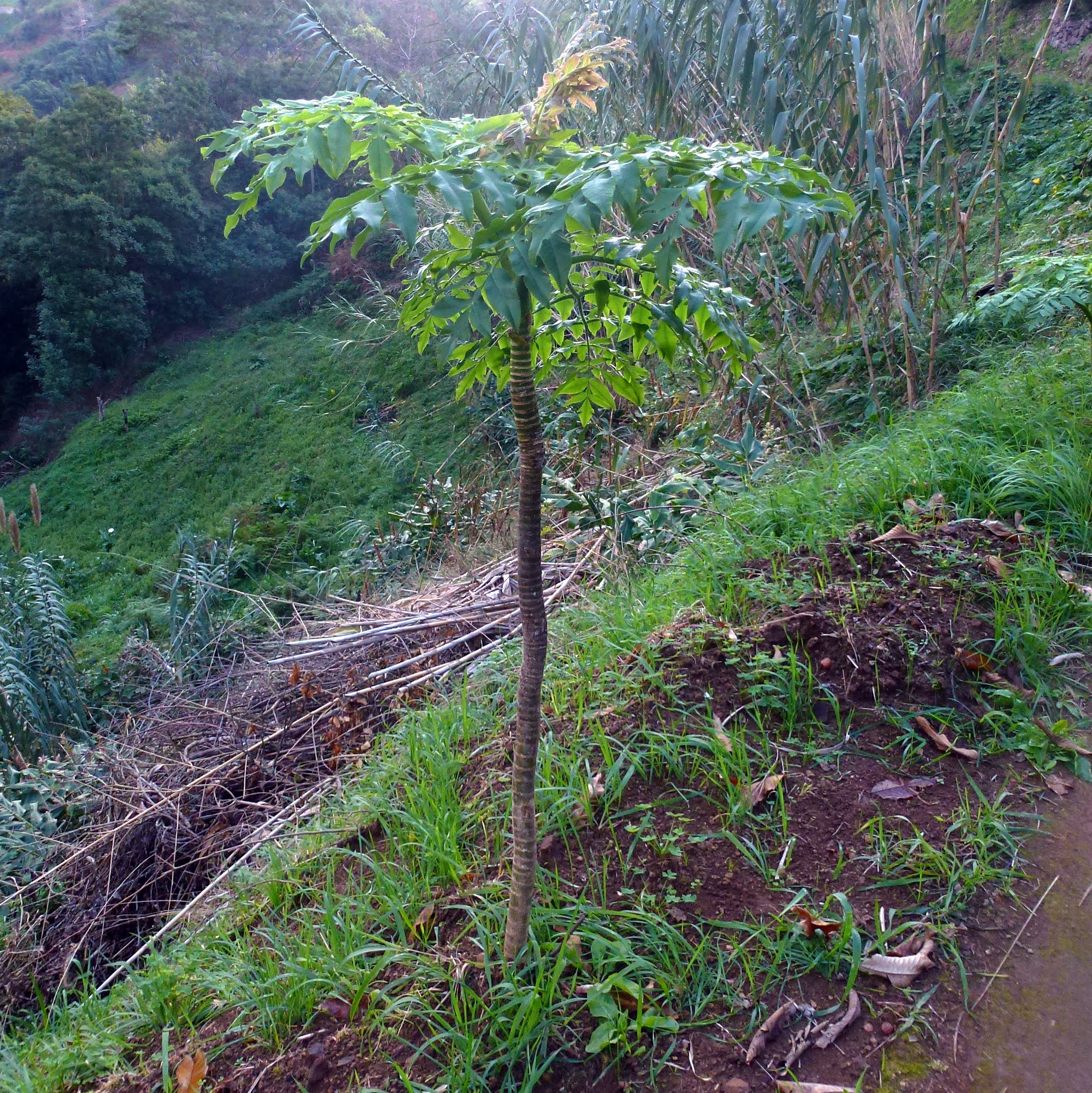

Це дворічна або багаторічна рослина. Має розлогу листяну крону й здерев'янілий стовбур висотою до 2 м і діаметром 4 см. Стебла деревні та безлисті в нижніх частинах з вираженими шрамами листя; вони мають м'якотілість в центрі й порожнисті в деяких частинах. Квіти численні, від білого до пурпурного забарвлення. Плоди темно коричневі довжиною 12–18 мм.

## Поширення
Ендемік а. Мадейри (о. Мадейра) й Азорських островів. Натуралізований на а. Чатем.